# Constanța Popa
Constanța Popa (n. 4 septembrie 1958) este un fost deputat român în legislatura 2000-2004, ales în județul Olt pe listele partidului PRM. În cadrul activității sale parlamentare, Constanța Popa a fost membru în grupurile parlamentare de prietenie cu Republica Elenă și Regatul Unit al Marii Britanii și Irlandei de Nord.

## Legături externe
- Constanța Popa Arhivat în 24 februarie 2024, la Wayback Machine. la cdep.ro